# Dianthus microlepis
Dianthus microlepis  (лат.) — вид двудольных растений рода Гвоздика (Dianthus) семейства Гвоздичные (Caryophyllaceae). Вид впервые описан швейцарским ботаником Пьером Эдмоном Буассье в 1843 году.

## Распространение, описание
Распространён в Болгарии, Греции и на востоке Республики Македонии.
Многолетнее травянистое растение высотой 2—10 см. Цветёт в июне—сентябре.
Число хромосом — 2n=30.

## Синонимы
Синонимичные названия:
- Dianthus brachyanthus Schur
- Dianthus microlepis f. alba Delip. & Dimitrov
- Dianthus microlepis var. degenii Stoj. & Acht.
- Dianthus microlepis subsp. degenii (Stoj. & Acht.) Peev & Zlatkova
- Dianthus microlepis var. musalae Velen.
- Dianthus musalae (Velen.) Velen.
- Dianthus pumilio Degen & Urum.
- Dianthus pumilus Friv. ex Boiss.